# Hunter Gatherer
Hunter Gatherer je osmé studiové album švédské melodicky deathmetalové hudební skupiny Avatar. Vydáno bylo 7. srpna 2020 u vydavatelství Century Media. Skupina své osmé album nahrávala ve studiu Sphere Studios v Burbanku v Kalifornii v USA a dále pak ve studiích Suomenlinnan v Helsinkách ve Finsku a Spinroad ve Lindome ve Švédsku. Jako producent se opět vrátil Jay Ruston, který produkoval již předchozí album Avatar Country.

## Seznam skladeb
Všechny skladby napsal(i) Avatar. 
| Pořadí         | Název                         | Délka |
| -------------- | ----------------------------- | ----- |
| 1.             | Silence in the Age of Apes    | 4:21  |
| 2.             | Colossus                      | 4:01  |
| 3.             | A Secret Door                 | 6:06  |
| 4.             | God of Sick Dreams            | 3:57  |
| 5.             | Scream Until You Wake         | 4:10  |
| 6.             | Child                         | 5:33  |
| 7.             | Justice                       | 4:41  |
| 8.             | Gun                           | 4:31  |
| 9.             | When All but Force Has Failed | 2:48  |
| 10.            | Wormhole                      | 5:20  |
| Celková délka: | Celková délka:                | 45:28 |

## Obsazení
- Johannes Eckerström – zpěv
- Jonas Jarlsby – kytara
- Tim Öhrström – kytara
- Henrik Sandelin – basová kytara
- John Alfredsson – bicí